# 富川ファンタスティックスタジオ
富川ファンタスティックスタジオ（プチョン・ファンタスティックスタジオ）は、大韓民国京畿道富川市にあった撮影所・テーマパーク。1930年代から1970年代にかけてのソウルの街並みを再現したオープンセットがあった。2002年の完成後は多くの映像作品の撮影に用いられたほか、レトロテーマパークとして観光客を集めていたが、施設の老朽化に伴い2011年に閉鎖された。

## 沿革
この施設はもともと、金斗漢の生涯を描くSBSのテレビドラマ『野人時代』の撮影にあたって建設されたオープンセットである。オープンセットの建設候補地には忠清北道堤川市も名乗りを上げていたが、富川市が誘致に成功した。富川市は映像文化産業誘致政策の一環として、オープンセットの敷地（遠美区上3洞の映像文化団地内の一角）と建設費40億ウォン全額を提供している。撮影終了後の集客施設への転換をも見込んでの投資であった。
セットの建設にあたったのはSBSのグループ企業（同局の美術部門が分社化したもの）であるSBSアートテック (ko:SBS 아트텍) で、2001年11月に着工し、2002年3月に完成した。2004年からは富川市文化財団によって委託運営され、映像製作者が支払う施設使用料と一般入場者が払う観覧料によって運営されていた。
このセットで撮影された作品は『野人時代』のほか、映画では『ブラザーフッド』『力道山』や『ゼロの焦点』（日本映画）など、テレビドラマでは『ソウル1945』『ロードナンバーワン』など多数ある。
地元ではもっぱら「野人時代セット場」（야인시대 세트장 / ヤインシデ・セトゥジャン）の名で呼ばれた。『野人時代』が大成功を収めたドラマであった上、年配者には過去へのノスタルジーを呼び起こさせる施設であり、また各種イベントも行われたことによって、人気のあるテーマパークでもあった。年間の有料入場者数は10万～20万人程度であったとされる。
しかし、もともと恒久的な使用を前提とした施設ではなかったため（木造仮設のオープンセットの寿命は2年程度であり、当初から富川市側も鉄骨による補強を行って5年程度持てばよいと考えていた）、老朽化の進行によって2011年8月4日に閉鎖した。施設は、一部を除いて撤去され、跡地は「市民文化動産」として市民農園と、キャンプ場（野人時代キャンピング場）となっている。

## 施設
総面積は約3万9000m²。建物は200余棟あり、往時のソウルの都市景観が、おおむね実物の50 - 80％ほどの比率で制作された木造の仮設セットによって再現されていた。
主要な建物としては、鍾路警察署庁舎、普信閣、和信百貨店、映画館「優美館」、明洞の日本風の街並みなどがあり、また、幅13m・長さ127mにわたる清渓川に水標橋・長通橋・広通橋などが架けられていた。街路には250mにわたってレールが敷かれ、ソウル市電の路面電車2台が再現されており、市電の走る都市の様子が再現されていた（ただし、「電車」の動力は電気ではなくバッテリーである）。